# Perissodonta mirabilis
Perissodonta mirabilis là một loài ốc biển, là động vật thân mềm chân bụng sống ở biển trong họ Struthiolariidae, the ostrich-foot shells.